# Ga Chí Linh
Ga Chí Linh là một nhà ga xe lửa tại thành phố Chí Linh, tỉnh Hải Dương. Nhà ga là một điểm của đường sắt Kép - Cái Lân và nối với ga Cẩm Lý với ga Đông Triều.